# Épinèvre
L'épinèvre est la couche la plus externe du tissu conjonctif dense et irrégulier entourant les nerfs du système nerveux périphérique. Il entoure généralement plusieurs cordons nerveux, chacun d'entre eux étant recouvert de périnèvre. Il entoure également les vaisseaux sanguins alimentant le nerf, dont des petits embranchements pénètrent dans le périnèvre. En plus des vaisseaux sanguins qui alimentent le nerf, des tissus adipeux, des lymphocytes et des fibroblastes sont également présents et contribuent à la production de fibres de collagène et d'élastine qui forment l'épinèvre. En plus de fournir un soutien structurel, les fibroblastes jouent également un rôle essentiel dans l'entretien et la réparation des tissus environnants. 
Le nerf spinal émerge de la colonne vertébrale via un foramen intervertébral. Deux couches des méninges rachidiennes, l’arachnoïde et la dure-mère, invaginent le nerf pour former l'épinèvre. La partie externe de ce tissu comprend l'épinèvre externe, qui permet l'absorption des contraintes mécaniques longitudinales. La couche de l'épinèvre qui s'étend à l'intérieur du nerf est appelée l'épinèvre interne. Ensemble, ces deux couches forment l'épinèvre, dont l'épaisseur varie le long du nerf. L'épinèvre est généralement le plus abondant autour des articulations car il a pour fonction de protéger les nerfs des étirements brusques et violents, ainsi que des blessures qui pourraient en résulter. L’intervention chirurgicale pour réparer un nerf déchiré se nomme réparation épineurale.

## Voir également
- Tissu nerveux
- Périnèvre
- Endonèvre